# 苏林 (三国)
苏林（?—?），字孝友，颜师古《汉书叙例》称为彦友，陈留郡外黄县（今河南省民权县西北）人，三国曹魏官员、文学家、训诂学家。

## 生平
苏林早年受學於潁川庾乘，博学多才、博览群书，多通晓古今文字字义，善解古书中疑难，诸书传文疑难之处皆加疏释。东汉汉献帝建安年间，担任五官将文学。魏文帝黄初年间，转任博士、给事中，封安成亭侯，官至散骑常侍。后年老回家。终年八十余岁。
苏林与韦诞、夏侯惠、孙该、杜挚齐名。所著文赋流传当时，后世多散佚。《全上古三代秦汉三国六朝文》录其文二篇。又写有《陈留耆旧传》，书今已佚。唐朝颜师古注《汉书》，字音多引苏林的学说。